# Nothodixa philpotti
Nothodixa philpotti är en tvåvingeart som först beskrevs av Tonnoir 1924.  Nothodixa philpotti ingår i släktet Nothodixa och familjen u-myggor. Inga underarter finns listade i Catalogue of Life.